# آلبرتو فرناندز (تیرانداز)
آلبرتو فرناندز (انگلیسی: Alberto Fernández؛ زادهٔ ۱۶ ژوئن ۱۹۸۳) تیرانداز اهل اسپانیا است.
وی در مسابقات کشوری و بین‌المللی در مجموع برندهٔ ۲ مدال طلا شده‌است.